# Districtul Pogradec

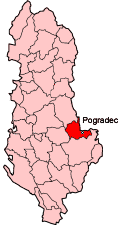
Districtul Pogradec în Albania

Pogradec este un district în Albania.
1. 1 2  GeoNames